# Anne Archer
Anne Archer (Los Angeles, 24 d'agost del 1947) és una actriu i productora estatunidenca. És membre de la cienciologia.

## Biografia
Els seus pares eren actors, la qual cosa va exercir una forta influència sobre ella des de nena. Va estudiar art dramàtic i va aconseguir el 1970 un paper en la pel·lícula The All-American Boy, protagonitzada per Jon Voight.
Amb aquesta pel·lícula i les següents que va fer, Archer no va aconseguir el reconeixement que buscava. Va marxar a Nova York, on va interpretar el 1981 una obra teatral. Va ser gràcies a això que va aconseguir per fi ofertes de més interès. Una de les pel·lícules en les quals va intervenir, i que va tenir un enorme èxit de taquilla, va ser Atracció fatal, amb Michael Douglas i Glenn Close. Pel seu paper d'esposa d'un marit infidel va obtenir una nominació a l'Oscar a la millor actriu secundària. El 1992 va ser nominada de nou, per la seva interpretació en Jocs de patriotes, protagonitzada per Harrison Ford.
Una altra pel·lícula a la qual Archer deu la seva popularitat és Narrow Margin, en la qual comparteix el paper protagonista amb Gene Hackman. Malgrat això, Archer es refereix en les entrevistes a Mojave Moon i a Dark Summer com a pel·lícules de les quals se sent més orgullosa per la seva actuació.
Anne Archer també ha tingut èxit en la televisió, mitjà en el qual ha realitzat nombroses pel·lícules i mini-sèries.
El 1968 Anne es va casar, i es va divorciar al cap de poc. El 1979 es va casar per segona vegada. Té un fill de cada matrimoni.

## Filmografia

### Com a actriu
- The Honkers (1972)
- Anul·leu la meva reserva (Cancel My Reservation) (1972)
- The All American Boy (1973)
- The Mark of Zorro (1974)
- The Log of the Black Pearl (1975)
- little house on the prairie (1975)
- Trackdown (1976)
- Lifeguard (1976)
- Els bons van de negre (Good Guys Wear Black) (1978)
- La cuina de l'infern (Paradise Alley) (1978)
- Hero at Large (1980)
- Raise the Titanic! (1980)
- Green Ice (1981)
- Waltz Across Texas (1982)
- The Naked Face (1984)
- Too Scared to Scream (1985)
- The Check Is in the Mail (1986)
- Atracció fatal (Fatal Attraction) (1987)
- Amor perseguit (Love at Large) (1990)
- Narrow Margin (1990)
- Eminent Domain (1991)
- Patriot Games (1992)
- Question of Faith (1993)
- Body of Evidence (1993)
- Vides encreuades (Short Cuts) (1993)
- Family Prayers (1993)
- The Last of His Tribe (1994)
- Clear and Present Danger (1994)
- No lliguis amb desconeguts (Mojave Moon) (1996)
- Nico, l'unicorn (Nico the Unicorn) (1998)
- Dark Summer (1999)
- Normes d'intervenció (Rules of Engagement) (2000)
- L'art de la guerra (The Art of War) (2000)
- The Gray in Between (2002)
- Uncle Nino (2003)
- The L Word (2004)
- Sophie's Mother (2004)
- November (2004)
- The Iris Effect (2004)
- L'home de la casa  (Man of the House) (2005)
- End Game (2006)
- Judicial Indiscretion (2007)
- Felon (2008)
- Ghosts of Girlfriends Past (2009)

### Com a productora
- 1994: Because Mommy Works (TV)

## Nominacions
- 1988: Oscar a la millor actriu secundària per Atracció fatal
- 1988: Globus d'Or a la millor actriu secundària per Atracció fatal
- 1989: BAFTA a la millor actriu secundària per Atracció fatal